# Florian Gillen
Florian Gillen (* 9. Juni 1982 in St. Wendel) ist ein deutscher Politiker (CDU) und ehemaliger Abgeordneter im Landtag des Saarlandes.

## Leben
Gillen wuchs im St. Wendeler Stadtteil Bliesen auf. Er studierte Geschichte und seit 2002 Rechtswissenschaften an der Universität des Saarlandes. Nach dem zweiten Staatsexamen (2014) arbeitete er als Justiziar.
Er war Kreisvorsitzender der Schüler Union in den Jahren 1998 bis 2000, Pressereferent des Kreisverbandes der Jungen Union (JU) von 1999 bis 2002 und Stadtverbandsvorsitzender der JU St. Wendel. Im März 2002 wurde er stellvertretender Vorsitzender des JU-Kreisverbandes St. Wendel, von 2003 bis 2008 war er Kreisvorsitzender. 2008 wurde er zum Ortsvorsitzende der CDU Bliesen gewählt.
Bei den Wahlen 2004, 2009 und 2012 kandidierte er erfolglos auf einem Nachrückerplatz für den saarländischen Landtag. Im August 2007 rückte Gillen für den verstorbenen Peter Hans bis zum Ende der Legislaturperiode 2009 in den saarländischen Landtag nach.
Seit den Kommunalwahlen 2009 ist Gillen Mitglied des Stadtrates von St. Wendel und wurde nach der Kommunalwahl 2014 zum stellvertretenden Vorsitzenden der CDU-Fraktion gewählt.
Ehrenamtlich engagierte sich Gillen außerdem beim Technischen Hilfswerk und war Mitarbeiter bei Orange-21, einem Internetradio für Jugendliche.
Er ist verheiratet und hat eine Tochter.